# Dødsårsag
En dødsårsag er den årsag, som direkte forårsager et menneskes død. Dødsårsagen skal angives på den dødsattest, der udarbejdes af en læge ved dødsfald. Dødsårsagen indgår i sundhedsstyrelsens statistikker.
Dødsårsag er ikke synonymt med dødsmåde. Et hjertestop kan medføre døden, men selve hjertestoppet anses som en dødsmåde (måden afdøde døde på), hvorimod årsagen til hjertestoppet (eksempelvis forkalkning af kranspulsåren) anses som dødsårsagen.
Herunder er de fire hyppigste dødsårsager i Danmark angivet.

## Forskning i risikofaktorer
Ved en undersøgelse i Storbritannien af i alt 164 miljøfaktorer og arvelige disponeringer i forhold til ældning og for tidlig død fandt man, at miljøfaktorerne havde størst vægt i forbindelse med udvikling af sygdomme i lunger, hjerte og lever. Omvendt var det nogle arvelige faktorer, der gav den største risiko i forhold til udvikling af demens og brystkræft

## Hjerte-Karsygdomme
Ifølge Helsenyt  og Sundhedsstyrelsens oplysninger , udgør hjerte-karsygdomme den hyppigste dødsårsag i Danmark, hvor hjertekransåresygdom (blodprop i hjertet) igen tegner sig for den største andel. Hjerte-karsygdommene tegner sig for 24.000 årlige dødsfald, hvoraf mere end 1000 personer dør før deres 65. leveår.

## Kræftsygdomme
Næststørste dødsårsag i Danmark er kræftsygdommene med 30.000 konstaterede kræfttilfælde om året, hvoraf ca. halvdelen dør. Hvor det for kvindernes vedkommende hovedsageligt drejer sig om brystkræft, drejer det sig for mænds vedkommende hovedsageligt om lungekræft.

## Rygerlunger
Den fjerdestørste dødsårsag i Danmark er rygerlunger, som årligt kræver 3.000 dødsfald. Ca. 200.000 danskere lider af rygerlunger, og antallet er i stigning. Der indlægges årligt ca. 15.000 personer i Danmark på grund af Kronisk Obstruktiv Lungelidelse (KOL) .

## Eksterne links
- Angivelse af specifikke dødsårsager for danske børn og unge 0-19 år Arkiveret 14. juli 2010 hos  Wayback Machine offentliggjort af Statens Institut for Folkesundhed
- Dødsårsager Arkiveret 4. marts 2016 hos  Wayback Machine som registreret af Danmarks Statistik med fordeling på faggrupper
- Dødsårsag Arkiveret 9. november 2011 hos  Wayback Machine på Den Store Danske